# Hell in a Cell (2010)
Hell in a Cell (2010) foi a segunda edição do evento anual do pay-per-view Hell in a Cell, produzido pela WWE. Aconteceu no dia 3 de Outubro de 2010 no American Airlines Center em Dallas, Texas. As principais lutas do evento foram Hell in a Cell matches.

## Antes do evento
Na edição da Raw do dia 20 de setembro foi anunciado que o WWE Champion Randy Orton defenderia o título frente a Sheamus em uma Hell in a Cell match. Foi anunciado também que John Cena enfrentaria Wade Barrett, com a estipulação que caso Cena vencesse The Nexus seria desfeita, caso perdesse teria que se aliar ao grupo, se algum membro do Nexus interferisse Barret perderia.
Na SmackDown do dia 24 de setembro o World Heavyweight Champion Kane se vangloriou de sua vitória sobre The Undertaker no Night of Champions e avisou que no Hell in a Cell Undertaker deixaria de existir, as luzes se apagaram e os druidas levaram ao ringue um caixão, quando Kane abriu apareceu Paul Bearer, novamente as luzes se apagaram e Undertaker surgiu, quando ia sofrer um "Chokeslam" Kane fugiu. Foi confirmado então uma Hell in a Cell match entre os dois pelo World Heavyweight Championship.
Na edição da Raw do dia 27 de setembro o general-"anônimo" confirmou que Daniel Bryan defenderia o WWE United States Championship contra The Miz e John Morrison em uma Triple threat, Submissions Count Anywhere match. Na edição da SmackDown do dia 1º de outubro foi confirmado que Michelle McCool defenderia o WWE Unified Divas Championship contra Natalya no evento.

## Evento
Na primeira luta Daniel Bryan derrotou John Morrison e The Miz para manter o WWE United States Championship; Bryan venceu após forçar a desistência de Miz com um "LeBell Lock". O WWE Champion Randy Orton derrotou punk para manter o título, Orton venceu após um "RKO". O general-manager anônimo marcou uma luta Edge contra Jack Swagger por que Edge havia o desrespeitado na última edição da Raw e teria que pedir desculpas ao general-manager na edição seguinte da Raw. Edge venceu após um "Spear". Wade Barrett derrotou John Cena, Barrett venceu após dois "fãs" Husky Harris e Michael McGillicutty) terem interferido no combate um distraindo o árbitro e outro atacando Cena com uma barra de ferro. Com o resultado Cena teria que aderir ao The Nexus. Natalya derrotou Michelle McCool por desqualificação, com o resultado McCool manteve o WWE Unified Divas Championship; McCool foi desqualificada quando Layla interferiu. No evento principal Kane derrotou The Undertaker para manter o World Heavyweight Championship, Kane venceu após um "Chokeslam", durante o combate Paul Bearer se aliou a Kane.

## Resultados
| Nº                                          | Resultados                                                                                                   | Estipulações                                                                                                   | Tempo |
| ------------------------------------------- | --- | --- | ----- |
| Dark                                        | Kofi Kingston, R-Truth e Goldust derrotaram Drew McIntyre, Cody Rhodes e Dolph Ziggler (com Vickie Guerrero) | Luta de trios                                                                                                  | N/A   |
| 1                                           | Daniel Bryan (c) derrotou John Morrison e The Miz                                                            | Luta Triple Threat de submissão com contagem em qualquer lugar pelo United States Championship                 | 13:33 |
| 2                                           | Randy Orton (c) derrotou Sheamus                                                                             | Luta Hell in a Cell pelo WWE Championship                                                                      | 22:51 |
| 3                                           | Edge derrotou Jack Swagger                                                                                   | Luta individual                                                                                                | 11:31 |
| 4                                           | Wade Barrett derrotou John Cena                                                                              | Luta individual; se Barrett vencesse, Cena teria que aderir ao Nexus, se Cena vencesse, Nexus seria dissolvido | 17:48 |
| 5                                           | Natalya derrotou Michelle McCool (com Layla) (c) por desqualificação                                         | Luta individual pelo WWE Unified Divas Championship                                                            | 4:54  |
| 6                                           | Kane (c) derrotou The Undertaker (com Paul Bearer)                                                           | Luta Hell in a Cell pelo World Heavyweight Championship                                                        | 21:38 |
| (c) – Refere-se aos campeões antes da luta. | | |       |